# Campionati del mondo under 18 di atletica leggera 2017
I campionati del mondo under 18 di atletica leggera 2017 (formalmente 10th IAAF World U18 Championships) si sono svolti a Nairobi, in Kenya, dal 12 al 16 luglio 2017. Sono stati la decima e ultima edizione del campionato, che non ha avuto seguito.
Le gare della decima edizione della manifestazione sportiva organizzata ogni due anni dalla IAAF e dedicata alla categoria under 18 si sono tenute presso il Moi International Sports Centre.

## Medagliati

### Uomini
| Specialità | Oro                   | Prestazione | Argento               | Prestazione | Bronzo                    | Prestazione |
| Corse piane |                       |             |                       |             |                           |             |
| 100 m piani | Tshenolo Lemao        | 10"57       | Retshidisitswe Mlenga | 10"61       | Tyreke Wilson             | 10"65       |
| 200 m piani | Retshidisitswe Mlenga | 21"03       | Tshenolo Lemao        | 21"12       | Luis Brander              | 21"23       |
| 400 m piani | Antonio Watson        | 46"59       | Daniel Williams       | 46"72       | Colby Jennings            | 46"77       |
| 800 m piani | Melese Nberet         | 1'47"12     | Tolesa Bodena         | 1'47"16     | Japhet Kibiwott Toroitich | 1'47"82     |
| 1500 m piani | George Manangoi       | 3'47"53     | Abebe Dessassa        | 3'48"65     | Belete Mekonen            | 3'50"64     |
| 3000 m piani | Selemon Barega        | 7'47"16     | Edward Zakayo         | 7'49"17     | Stanley Mburu             | 7'50"64     |
| Marcia 10000 m | Zhang Yao             | 41'12"01    | Salavat Ilkaev        | 41'24"17    | Dominic Ndingiti          | 41'25"78    |
| Corse a ostacoli |                       |             |                       |             |                           |             |
| 110 m hs (91,4 cm) | De'Jour Russell       | 13"04       | Lu Hao-hua            | 13"41       | Thomas Wanaverbecq        | 13"55       |
| 400 m hs (84 cm) | Sokwakhana Zazini     | 49"27       | Moitalel Naadokila    | 52"06       | Baptiste Christophe       | 52"21       |
| 2000 m siepi | Leonard Bett          | 5'32"52     | Cleophas Meyan        | 5'33"07     | Alemu Kitessa             | 5'42"10     |
| Salti |                       |             |                       |             |                           |             |
| Salto in alto | Breyton Poole         | 2,24 m      | Chima Ihenetu         | 2,14 m      | Vladyslav Lavskyy         | 2,11 m      |
| Salto con l'asta | Matthias Orban        | 5,00 m      | Christos Tamanis      | 4,85 m      | Illya Kravchenko          | 4,70 m      |
| Salto in lungo | Maikel Vidal          | 7,88 m      | Lester Lescay         | 7,79 m      | Andreas Samuel Bucsa      | 7,47 m      |
| Salto triplo | Jordan Díaz           | 17,30 m     | Frixon David Chila    | 15,92 m     | Arnovis de Jesús Dalmero  | 15,89 m     |
| Lanci |                       |             |                       |             |                           |             |
| Getto del peso (5 kg) | Timo Northoff         | 20,72 m     | Mikhail Samuseu       | 19,99 m     | Jonathan de Lacey Lacey   | 19,93 m     |
| Lancio del disco (1,5 kg) | Claudio Romero        | 64,33 m     | Oleksiy Kyrylin       | 63,98 m     | Morne Brandon             | 58,34 m     |
| Lancio del giavellotto (700 g) | Liu Zhekai            | 77,54 m     | Johannes Schlebusch   | 75,68 m     | Song Qingshu              | 73,64 m     |
| Lancio del martello (5 kg) | Mykhaylo Kokhan       | 82,31 m     | Damneet Singh         | 74,20 m     | Raphael Winkelvoss        | 71,78 m     |
| Prove multiple |                       |             |                       |             |                           |             |
| Decathlon | Steven Fauvel-Clinch  | 7559 p.     | Olegs Kozakovs        | 7377 p.     | Leo Neugebauer            | 7204 p.     |
| record mondiale; record mondiale stagionale; miglior prestazione mondiale allievi; miglior prestazione mondiale stagionale allievi; record africano; record asiatico; record europeo; record nord-centroamericano e caraibico; record sudamericano; record oceaniano; record dei campionati; record nazionale; record personale; record personale stagionale. |                       |             |                       |             |                           |             |

### Donne
| Specialità | Oro                 | Prestazione | Argento               | Prestazione | Bronzo                     | Prestazione |
| Corse piane |                     |             |                       |             |                            |             |
| 100 m piani | Mizgin Ay           | 11"62       | Magdalena Stefanowicz | 11"62       | Kevona Davis               | 11"67       |
| 200 m piani | Talea Prepens       | 23"51       | Jaël Bestué           | 23"61       | Mizgin Ay                  | 23"76       |
| 400 m piani | Barbora Malíková    | 52"74       | Mary Moraa            | 53"31       | Giovana Rosália dos Santos | 53"57       |
| 800 m piani | Jackline Wambui     | 2'01"46     | Lydia Jeruto Lagat    | 2'02"06     | Hirut Meshesha             | 2'06"32     |
| 1500 m piani | Lemlem Hailu        | 4'20"80     | Sindu Girma           | 4'22"14     | Edina Jebitok              | 4'23"16     |
| 3000 m piani | Selemon Barega      | 9'24"62     | Edward Zakayo         | 9'24"69     | Stanley Waithaka           | 9'28"46     |
| Marcia 5000 m | Glenda Morejón      | 22'32"30    | Meryem Bekmez         | 22'32"79    | Elvira Khasanova           | 22'35"72    |
| Corse a ostacoli |                     |             |                       |             |                            |             |
| 100 m hs (76,2 cm) | Britany Anderson    | 12"72       | Cyrena Samba-Mayela   | 12"80       | Daszay Freeman             | 13"09       |
| 400 m hs | Zeney van der Walt  | 58"23       | Sanique Walker        | 58"27       | Gisèle Wender              | 59"17       |
| 2000 m siepi | Caren Chebet        | 6'24"80     | Mercy Chepkurui       | 6'26"10     | Etalemahu Sintayehu        | 6'35"79     |
| Salti |                     |             |                       |             |                            |             |
| Salto in alto | Yaroslava Mahuchikh | 1,92 m      | Martyna Lewandowska   | 1,82 m      | Lavinja Jürgens            | 1,79 m      |
| Salto con l'asta | Niu Chunge          | 4,20 m      | Leni Freyja Wildgrube | 4,15 m      | Anna Airault               | 4,10 m      |
| Salto in lungo | Gong Luying         | 6,37 m      | Lea-Sophie Klik       | 6,30 m      | Diane Mouillac             | 6,28 m      |
| Salto triplo | Tan Qiujiao         | 13,64 m     | Aleksandra Nacheva    | 13,54 m     | Zulia Hernández            | 13,29 m     |
| Lanci |                     |             |                       |             |                            |             |
| Getto del peso | Selina Dantzler     | 17,64 m     | Yu Tianxiao           | 17,62 m     | Yue Sun                    | 17,59 m     |
| Lancio del disco | Silinda Morales     | 52,89 m     | Leia Braunagel        | 51,29 m     | Liu Quantong               | 50,10 m     |
| Lancio del giavellotto | Marisleisys Duarthe | 62,92 m     | Qing Cai              | 57,01 m     | Dai Qianqian               | 54,96 m     |
| Lancio del martello (3 kg) | Amanda Almendáriz   | 71,12 m     | Yaritza Martínez      | 69,75 m     | Katsiaryna Valadkevich     | 68,17 m     |
| Prove multiple |                     |             |                       |             |                            |             |
| Eptathlon | María Vicente       | 5612 p.     | Johanna Seibler       | 5602 p.     | Urtė Bačianskaitė          | 5467 p.     |
| record mondiale; record mondiale stagionale; miglior prestazione mondiale allievi; miglior prestazione mondiale stagionale allievi; record africano; record asiatico; record europeo; record nord-centroamericano e caraibico; record sudamericano; record oceaniano; record dei campionati; record nazionale; record personale; record personale stagionale. |                     |             |                       |             |                            |             |

### Gara mista
| Specialità              | Oro                                                                                                  | Prestazione | Argento                                                                                     | Prestazione | Bronzo                                                                             | Prestazione |
| Staffetta mista 4×400 m | Brasile Bruno Benedito da Silva Giovana Rosália dos Santos Jéssica Moreira Alison Brendom dos Santos | 3'21"71     | Giamaica Shaquena Foote Anthony Cox Sanique Walker Antonio Watson Joanne Reid* Tyrese Reid* | 3'22"23     | Sudafrica Gontse Morake Retshidisitswe Mlenga Zeney van der Walt Sokwakhana Zazini | 3'24"45     |

## Medagliere
Paese ospitante
| Posiz. | Nazione                     | Oro | Argento | Bronzo | Totale |
| ------ | --------------------------- | --- | ------- | ------ | ------ |
| 1      | Sudafrica                   | 5   | 3       | 3      | 11     |
| 2      | Cina                        | 5   | 2       | 4      | 11     |
| 3      | Cuba                        | 5   | 2       | 1      | 8      |
| 4      | Kenya                       | 4   | 7       | 4      | 15     |
| 5      | Etiopia                     | 4   | 3       | 5      | 12     |
| 6      | Germania                    | 3   | 5       | 5      | 13     |
| 7      | Giamaica                    | 3   | 2       | 3      | 8      |
| 8      | Francia                     | 2   | 1       | 4      | 7      |
| 9      | Ucraina                     | 2   | 1       | 2      | 5      |
| 10     | Turchia                     | 1   | 1       | 1      | 3      |
| 11     | Ecuador                     | 1   | 1       | 0      | 2      |
| 11     | Spagna                      | 1   | 1       | 0      | 2      |
| 13     | Brasile                     | 1   | 0       | 1      | 2      |
| 14     | Cile                        | 1   | 0       | 0      | 1      |
| 14     | Rep. Ceca                   | 1   | 0       | 0      | 1      |
| 16     | Polonia                     | 0   | 2       | 0      | 2      |
| 17     | Bielorussia                 | 0   | 1       | 1      | 2      |
| 17     | Atleti Neutrali Autorizzati | 0   | 1       | 1      | 2      |
| 18     | Bulgaria                    | 0   | 1       | 0      | 1      |
| 18     | Taipei cinese               | 0   | 1       | 0      | 1      |
| 18     | Guyana                      | 0   | 1       | 0      | 1      |
| 18     | India                       | 0   | 1       | 0      | 1      |
| 18     | Lettonia                    | 0   | 1       | 0      | 1      |
| 18     | Cipro                       | 0   | 1       | 0      | 1      |
| 24     | Colombia                    | 0   | 0       | 1      | 1      |
| 24     | Lituania                    | 0   | 0       | 1      | 1      |
| 24     | Romania                     | 0   | 0       | 1      | 1      |
| 24     | Turks e Caicos              | 0   | 0       | 1      | 1      |
|        | Total                       | 39  | 39      | 39     | 117    |